# Brauerei Gmunden

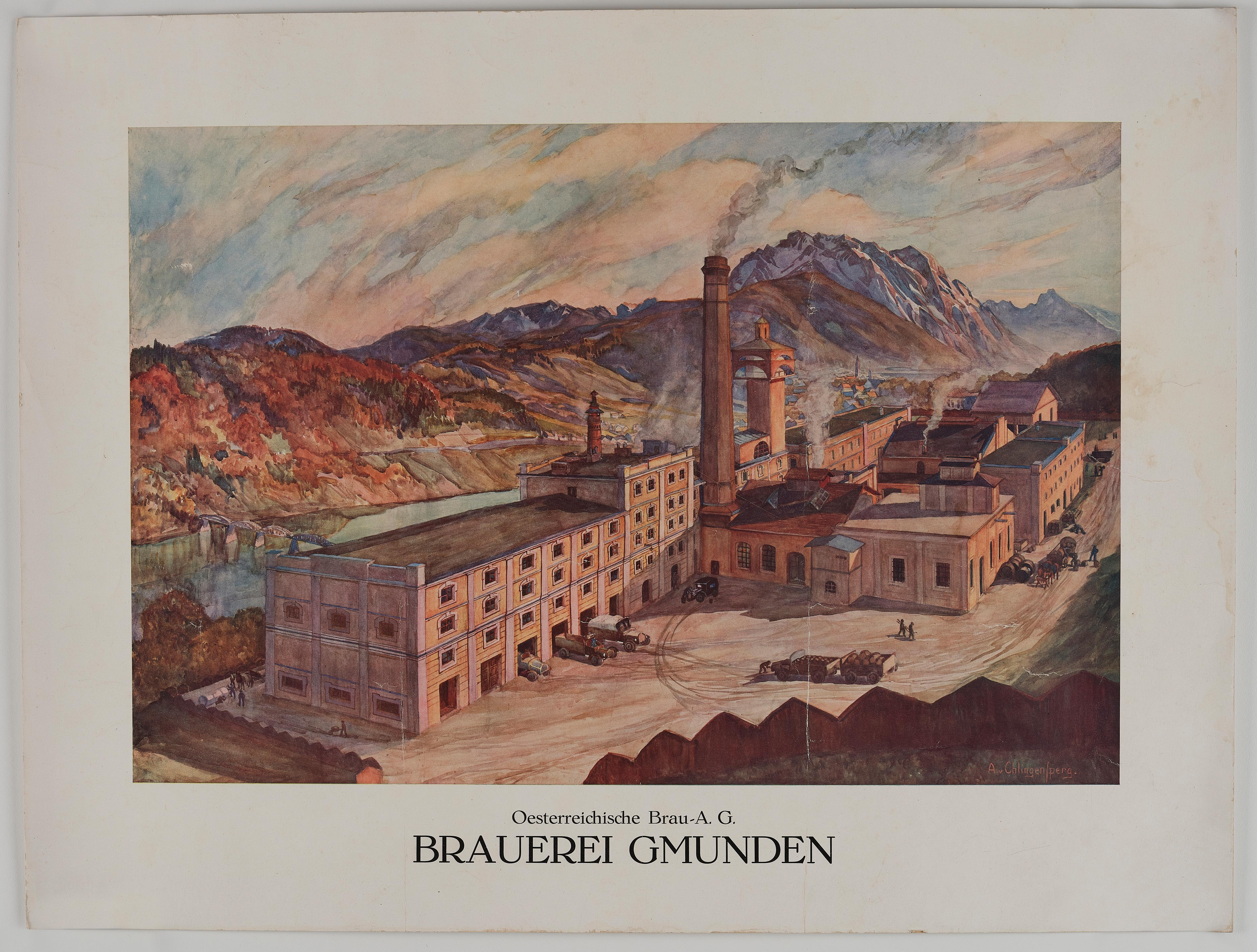
Brauerei Gmunden (Plakat um 1930)

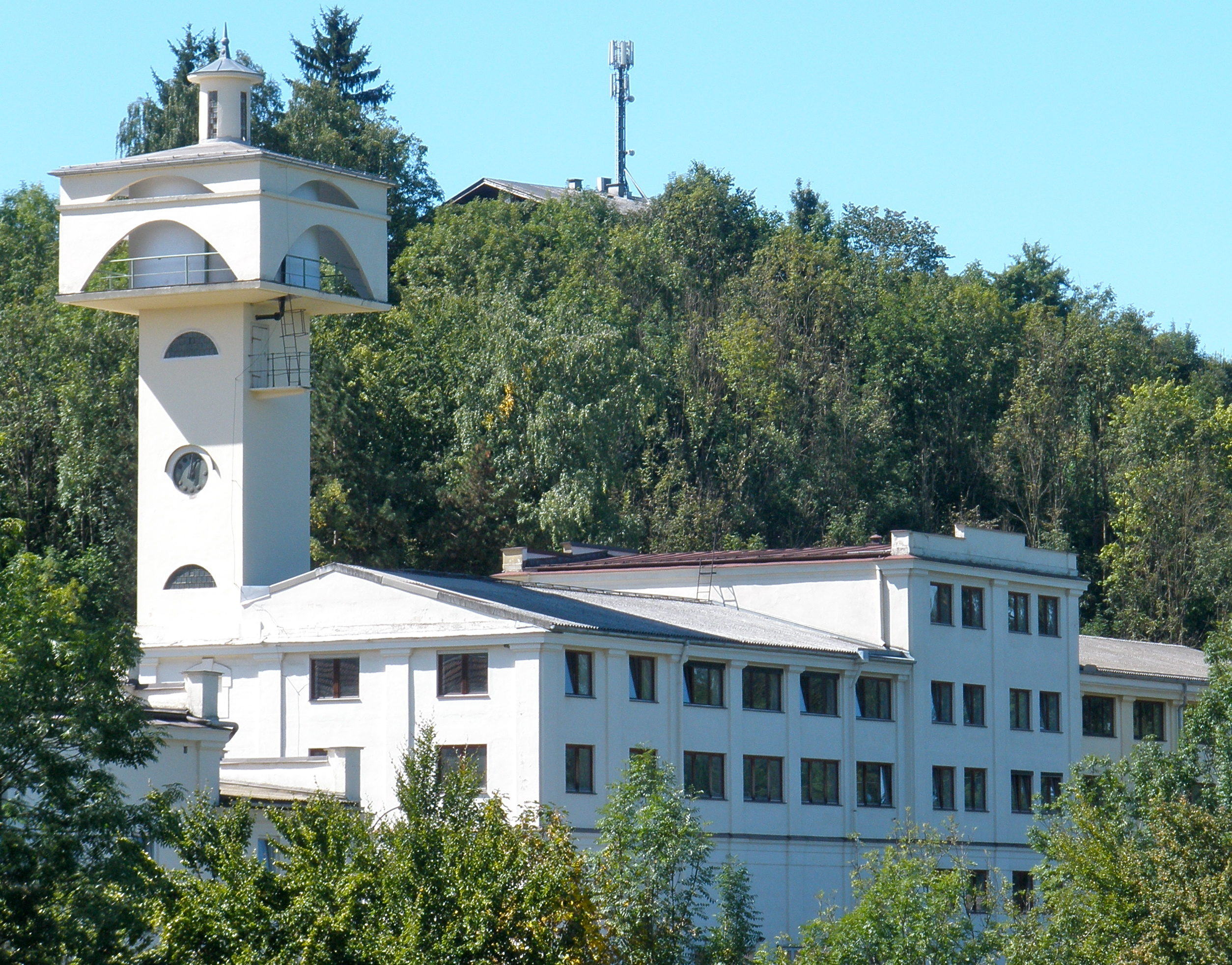
Gebäude der Brauerei Gmunden (2011). Der Wasserturm wurde vom Architekten Julius Schulte geplant.

In der Brauerei Gmunden wurde von 1868 bis 1969 das Gmundner Bier gebraut.

## Geschichte
Die Bierbrauerei wurde 1868 in Gmunden gegründet und war 1921 Gründungsmitglied der Braubank AG. Dies war ein Zusammenschluss des Hofbräu Kaltenhausen in Hallein, der Linzer Aktienbrauerei, der Poschacher Brauerei in Linz und der Wieselburger Aktienbrauerei. 1932 wurde die Brauerei Gmunden aufgrund der Wirtschaftskrise zeitweise stillgelegt, um die Schwesterbrauereien Hofbräu Kaltenhausen und Poschacher Brauerei besser auslasten zu können.
Bis 1966 produzierten die sieben Brauereien der Brau AG ihre eigenen Biersorten unter ihrem Namen. 1967 wurde jedoch eine Straffung der Marken- und Sortenpolitik der Gesellschaft durchgeführt. Die Brauerei Gmunden wurde 1969 zur Gänze an die Brau Union verkauft und wenig später stillgelegt.